# Tabarettaspitze
Die Tabarettaspitze (italienisch Punta Tabaretta) ist ein 3128 m s.l.m., nach österreichischer Vermessung 3113 m ü. A. hoher Berg in den Ortler-Alpen. Er befindet sich in Südtirol und ist Bestandteil des Nationalparks Stilfserjoch.

## Lage und Umgebung
Die Tabarettaspitze liegt am Tabarettakamm, einem vom Ortler (3905 m) in Richtung Norden ziehenden Gebirgsgrat. Im Westen liegt das Trafoital, im Osten fällt der Berg mit 500 Meter hohen steilen Felswänden zum Suldental hin ab. Nördlich des Gipfels liegt auf 3029 m die Payerhütte, der wichtigste Stützpunkt bei der Besteigung des Ortlers. Östlich unterhalb der Tabarettaspitze liegt auf 2556 m die Tabarettahütte, die als Stützpunkt für die Ersteigung der Tabarettaspitze von Osten dient.

## Wege
Der vielbegangene Normalweg zum Ortler führt knapp unterhalb der Spitze durch die Westseite der Tabarettaspitze. Der Gipfel selbst wird jedoch selten bestiegen. Er ist in etwa 15 bis 20 Minuten unschwierig von der Payerhütte aus über den Nordgrat zu besteigen. Der Westgrat (I/UIAA), der Südgrat (II) und die Ostwand (III) sind etwas schwieriger. Weitere ostseitige Kletterrouten sind die Direkte Ostwand (III) und die Direkte Nordostwand (IV+). Der beliebteste Anstieg ist der Tabaretta-Klettersteig (Schwierigkeit E), der als einer der schwierigsten alpinen Klettersteige Europas gilt. Er führt jedoch nicht ganz bis zum Gipfel, sondern trifft am Nordgrat auf den Ortler-Normalweg.